# Vaire-Arcier
Vaire-Arcier és un municipi francès situat al departament del Doubs i a la regió de Borgonya - Franc Comtat. L'any 2007 tenia 513 habitants.

## Demografia

### Població
El 2007 la població de fet de Vaire-Arcier era de 513 persones. Hi havia 204 famílies de les quals 52 eren unipersonals (32 homes vivint sols i 20 dones vivint soles), 64 parelles sense fills, 80 parelles amb fills i 8 famílies monoparentals amb fills.
La població ha evolucionat segons el següent gràfic:
Habitants censats

### Habitatges
El 2007 hi havia 231 habitatges, 203 eren l'habitatge principal de la família, 6 eren segones residències i 22 estaven desocupats. 205 eren cases i 25 eren apartaments. Dels 203 habitatges principals, 168 estaven ocupats pels seus propietaris, 31 estaven llogats i ocupats pels llogaters i 4 estaven cedits a títol gratuït; 1 tenia una cambra, 13 en tenien dues, 31 en tenien tres, 50 en tenien quatre i 109 en tenien cinc o més. 187 habitatges disposaven pel capbaix d'una plaça de pàrquing. A 71 habitatges hi havia un automòbil i a 114 n'hi havia dos o més.

### Piràmide de població
La piràmide de població per edats i sexe el 2009 era:
| Homes | Edats   | Dones |
| ----- | ------- | ----- |
| 0     | 95 o +  | 0     |
| 0     | 90 a 94 | 0     |
| 0     | 85 a 89 | 4     |
| 4     | 80 a 84 | 0     |
| 8     | 75 a 79 | 16    |
| 8     | 70 a 74 | 8     |
| 16    | 65 a 69 | 12    |
| 8     | 60 a 64 | 4     |
| 20    | 55 a 59 | 20    |
| 24    | 50 a 54 | 20    |
| 20    | 45 a 49 | 28    |
| 20    | 40 a 44 | 16    |
| 16    | 35 a 39 | 16    |
| 16    | 30 a 34 | 32    |
| 20    | 25 a 29 | 12    |
| 0     | 20 a 24 | 8     |
| 20    | 15 a 19 | 24    |
| 24    | 10 a 14 | 8     |
| 28    | 5 a 9   | 16    |
| 16    | 0 a 4   | 8     |

## Economia
El 2007 la població en edat de treballar era de 326 persones, 239 eren actives i 87 eren inactives. De les 239 persones actives 226 estaven ocupades (125 homes i 101 dones) i 13 estaven aturades (6 homes i 7 dones). De les 87 persones inactives 38 estaven jubilades, 27 estaven estudiant i 22 estaven classificades com a «altres inactius».

### Ingressos
El 2009 a Vaire-Arcier hi havia 216 unitats fiscals que integraven 517,5 persones, la mediana anual d'ingressos fiscals per persona era de 19.367 €.

### Activitats econòmiques
Dels 7 establiments que hi havia el 2007, 1 era d'una empresa alimentària, 2 d'empreses de construcció, 2 d'empreses de comerç i reparació d'automòbils, 1 d'una entitat de l'administració pública i 1 d'una empresa classificada com a «altres activitats de serveis».
Dels 2 establiments de servei als particulars que hi havia el 2009, 1 era una fusteria i 1 electricista.
L'únic establiment comercial que hi havia el 2009 era una fleca.
L'any 2000 a Vaire-Arcier hi havia 6 explotacions agrícoles que ocupaven un total de 195 hectàrees.

## Equipaments sanitaris i escolars
El 2009 hi havia una escola elemental.

## Poblacions més properes
El següent diagrama mostra les poblacions més properes.